# Corben Sharrah
Corben Sharrah (Tucson, 20 de abril de 1992) es un deportista estadounidense que compite en ciclismo en la modalidad de BMX. Ganó dos medallas en el Campeonato Mundial de Ciclismo BMX, oro en 2017 y plata en 2014.

## Palmarés internacional
| Campeonato Mundial | Campeonato Mundial         | Campeonato Mundial | Campeonato Mundial |
| Año                | Lugar                      | Medalla            | Competición        |
| ------------------ | -------------------------- | ------------------ | ------------------ |
| 2014               | Róterdam (Países Bajos)    | Medalla de plata   | Contrarreloj       |
| 2017               | Rock Hill (Estados Unidos) | Medalla de oro     | Carrera            |